# Cerro Sisi Punku
Cerro Sisi Punku är ett berg i Bolivia.   Det ligger i departementet Chuquisaca, i den centrala delen av landet, 18 km väster om huvudstaden Sucre. Toppen på Cerro Sisi Punku är 3 389 meter över havet, eller 18 meter över den omgivande terrängen. Bredden vid basen är 0,72 km. Cerro Sisi Punku ingår i Serranías de Maragua.
Terrängen runt Cerro Sisi Punku är varierad. Runt Cerro Sisi Punku är det ganska tätbefolkat, med 72 invånare per kvadratkilometer.. Närmaste större samhälle är Sucre, 18,0 km öster om Cerro Sisi Punku. 
Omgivningarna runt Cerro Sisi Punku är i huvudsak ett öppet busklandskap.